# Boris Premužič

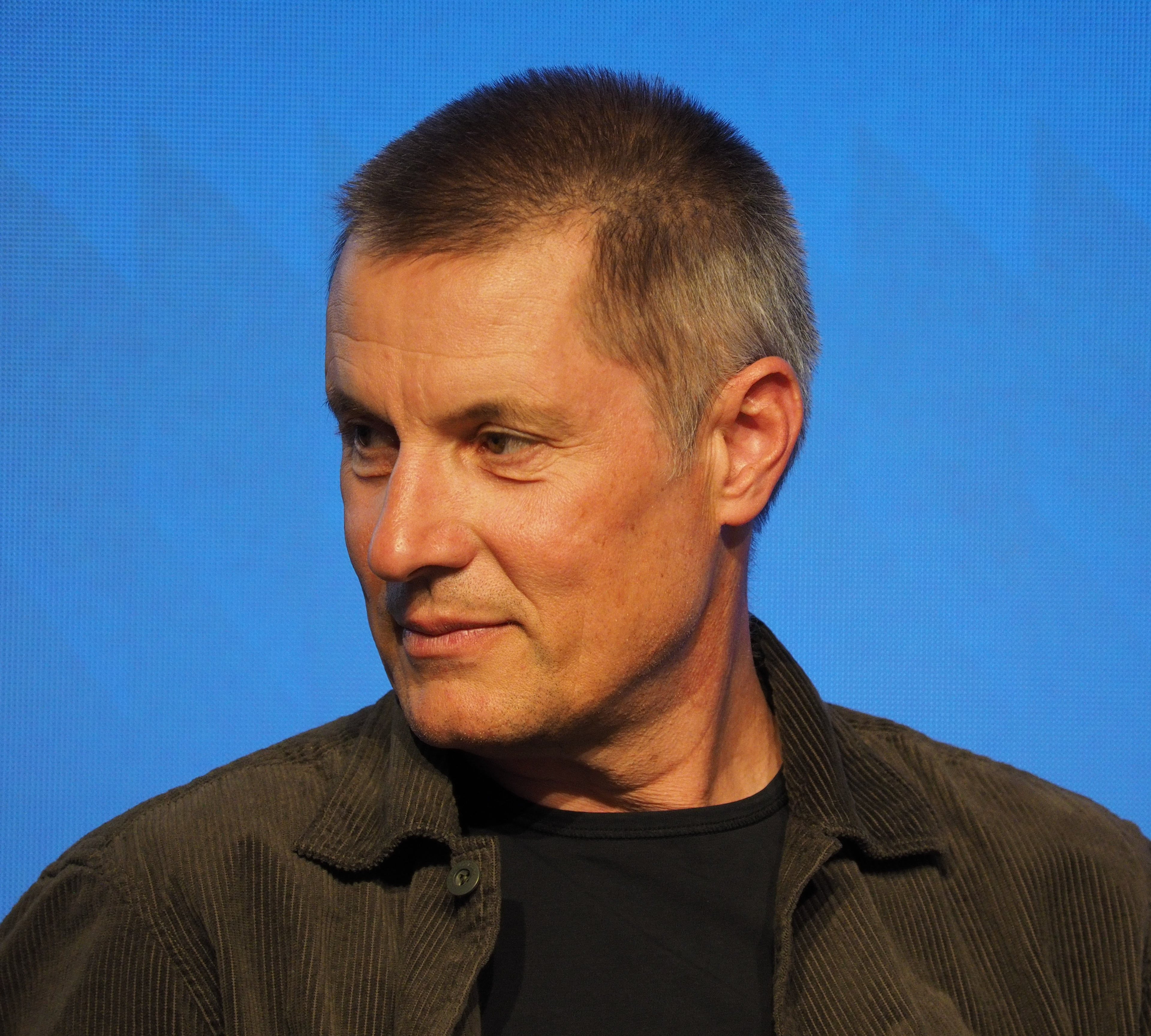
Boris Premužič, 2023

Boris Premužič (* 26. Dezember 1968 in Ljubljana, SFR Jugoslawien) ist ein ehemaliger slowenischer Radrennfahrer.
Er gewann 1993 die Slowenien-Rundfahrt. 1995 gewann er die vierte Etappe der Slowenien-Rundfahrt. Im folgenden Jahr wurde er nach einem positiven Dopingtest für drei Wochen gesperrt. 1997 und 1998 konnte Premužič die Bergwertung der Slowakei-Rundfahrt gewinnen. Im Jahr 2000 gewann er zwei Etappen der Kroatien-Rundfahrt. 2002 wurde er slowenischer Straßen-Radmeister.

## Teams
- 2000 KRKA - Telekom Slovenije
- 2001 KRKA - Telekom Slovenije
- 2002 Perutnina Ptuj - KRKA - Telekom Slovenije
- 2004 Sava Kranj
- 2005 Sava